# Elizabeth Dowdeswell
Violet Elizabeth Dowdeswell, née Patton le 9 novembre 1944 à Belfast en Irlande du Nord, est lieutenante-gouverneure de l'Ontario de 2014 à 2023. Elle est officière de l'Ordre du Canada, dame de justice du très vénérable ordre de Saint-Jean et membre de l'Ordre de l'Ontario.

## Biographie

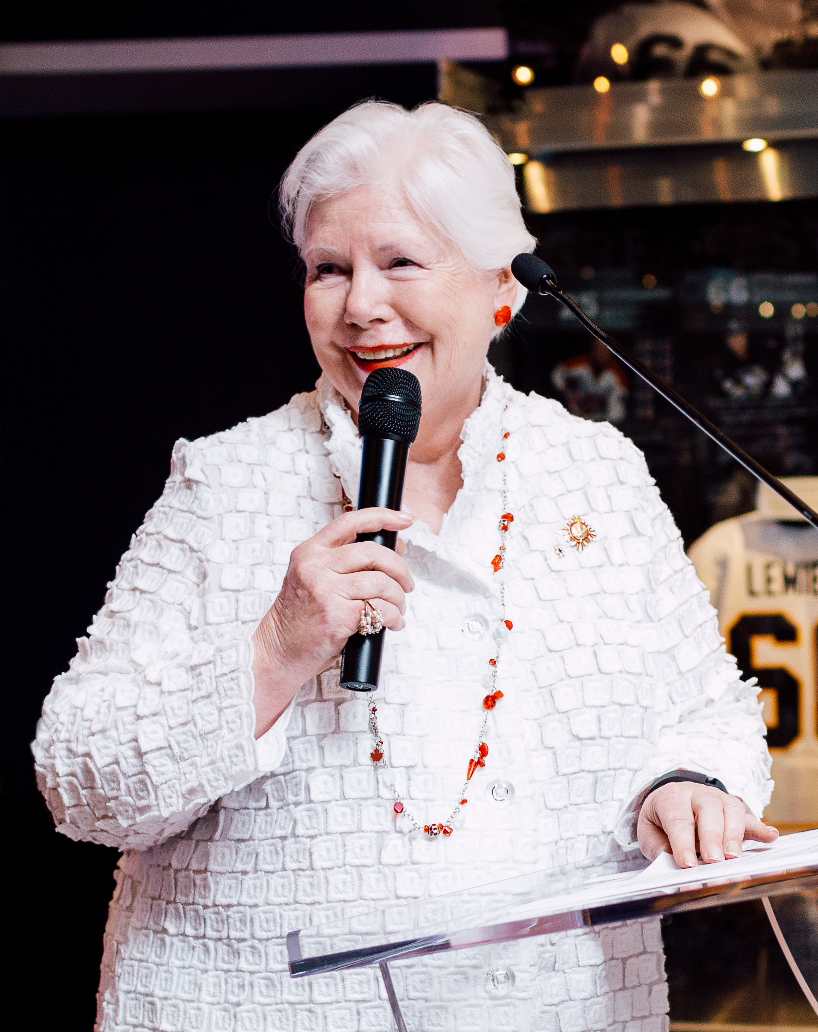
Elizabeth Dowdeswell en 2017.

### Jeunesse et études
Violet Elizabeth Patton est née le 9 novembre 1944 à Belfast en Irlande du Nord au Royaume-Uni. Elle immigre au Canada avec sa famille en 1947 s'établissant en milieu rural en Saskatchewan. Son père, Desmond Granville Patton, est un ministre de l'Église unie du Canada. Elizabeth étudie à l'Université de la Saskatchewan et à l'université d'État de l'Utah avant d'elle-même devenir enseignante à l'université.

### Fonction publique
Elizabeth Dowdeswell commence sa carrière politique en devenant sous-ministre à la culture et à la jeunesse de la Saskatchewan sous le gouvernement néo-démocrate d'Allan Blakeney, mais est renvoyée, comme d'autres ministres adjoints, lorsque le gouvernement progressiste-conservateur de Grant Devine prend le pouvoir en 1982.
Dans les années 1980, elle sert au sein de la fonction publique fédérale notamment en tant que sous-ministre adjointe au sein d'Environnement Canada.

### Autres mandats
En 1992, elle est élue à l'unanimité pour mener le Programme des Nations unies pour l'environnement à Nairobi au Kenya, poste qu'elle occupe jusqu'en 1998 en tant que sous-secrétaire-générale.
De 1998 à 2010, elle est professeure adjointe à l'Université de Toronto. Durant ce temps, elle est également présidente fondatrice de la Société de gestion des déchets nucléaires. De 2010 à 2014, elle est la présidente du Conseil des académies canadiennes (en).

### Lieutenante-gouverneure

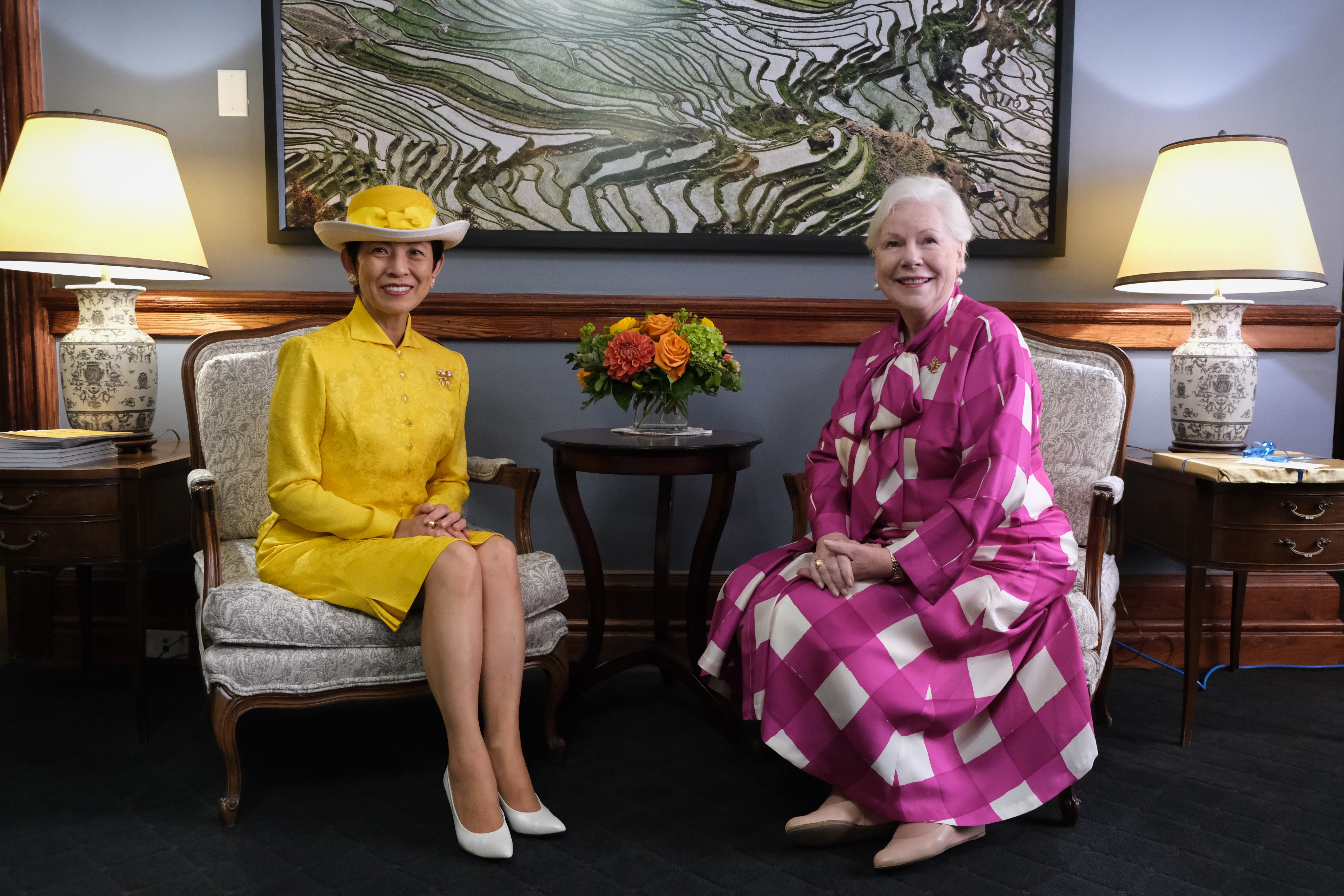
Elizabeth Dowdeswell en compagnie de la princesse Hisako Norihito de Takamado.

Le 23 septembre 2014, Elizabeth Dowdeswell devient la lieutenante-gouverneure de l'Ontario, la troisième femme à occuper cette fonction. Après neuf ans à ce poste, elle passe le flambeau le 14 novembre 2023 à Edith Dumont, première lieutenante-gouverneure francophone de l’Ontario.

## Distinctions
Durant son mandat de lieutenante-gouverneure de 2014 à 2023, elle est la colonelle du régiment des Queen's York Rangers (1st American Regiment) (RCAC) et la commissaire honoraire de la Police provinciale de l'Ontario.

### Ordres
- Officière de l'Ordre du Canada (24 mai 2012)
- Membre de l'Ordre de l'Ontario (23 septembre 2014)
- Dame de justice du Très vénérable ordre de Saint-Jean (26 novembre 2014)

### Médailles
- Médaille du jubilé de diamant de la reine Élisabeth II (2012)[4]
- Médaille Louie Kamookak de la Société géographique royale du Canada

## Héraldique
Elizabeth Dowdeswell s'est vue concéder des armoiries le 15 juin 2016.
| Servire vitæ in terra |
| --------------------- |

| L'écu d'Elizabeth Dowdeswell se blasonne ainsi : D’azur à l’ovale d’argent chargé d’un papillon vice-roi de pourpre embelli d’or, environné de deux branches de laurier du même. |